# 若さま同心徳川竜之助シリーズ
『若さま同心徳川竜之助シリーズ』（わかさまどうしん とくがわりゅうのすけ シリーズ）は、風野真知雄による時代小説シリーズである。全13話。

## 概要
時は江戸時代末期。田安徳川家の十一男坊の徳川竜之助が、突然、南町奉行所の同心になりたいと言い出し、姓を福川と変え奉行所の同心見習いとしてさまざまな事件を解決する。次々に起こる不可思議な事件を解決するうちに「変な事件」専門とされ、頼りにされるようになっていく竜之助だったが、彼の前に葵新陰流打倒を企てる刺客が次々と現れる。

## 登場人物
徳川竜之助（とくがわ りゅうのすけ）
田安斉匡の十一男坊で、葵新陰流という独自の流派を習得している。得意技は、風鳴の剣。
同心として活動する時は「福川竜之助」という偽名を、正式な場では「田安竜英」と名乗っている。柳生全九郎との対戦後、葵新陰流を自ら封印した後には、独自に創案した十手術「飛燕十手（つばくろじって）」を使っていた。
同心見習い成り立ての時、ざるそばを食べる際つゆを直にかけようとしたり、牛蒡を初めて見た時、木の根っこと勘違いしたり、着物は全て新品を使うなどしていたため、周りから「世間知らず」と称される。本人もそれを気にしており、寝る前にべらんめえ口調の練習や手本本を読むなどしている。
柳生全九郎との三度目の対戦の時左手を切り落とされ、引っ付いたものの上手く動かせない状態が続いており、左手を細かく使うことが重要である「飛燕十手」も使えなくなった。その後、偶然坂本竜馬と出会い、彼との会話の中で、風鳴の剣を憎しみの連鎖を生むためではなく、弱き者を救うために使うと決め、封印を解いた。
支倉辰右衛門（はせくら たつえもん）
田安徳川家の用人。竜之助は「爺」と呼んでおり、竜之助に様々な進言をする。虚無僧姿や旅芸人の姿などで変装して現れるが、その完成度はいまいち。
やよい
田安家の奥女中。竜之助の世話をしており、忍びの技も習得している。支倉いわく、本当の名前は面白い名前らしい。長屋で同居していることから竜之助の妻と勘違いされることも多々あるが、本人はまんざらではなく、むしろ喜んでいる。
小栗忠順（おぐり ただまさ）
小栗豊後守忠順（おぐりぶんごのかみただまさ）。南町奉行と勘定奉行を兼務していたが、現在は南町奉行の職から離れている。竜之助が田安徳川家の若と知っているのは奉行所の関係者の中では小栗と井上のみである。
井上清直（いのうえ きよなお）
井上信濃守清直（いのうえしなののかみきよなお）。小栗の後任として南町奉行を務めることになる。
矢崎三五郎（やざき さんごろう）
定町廻り同心の一人で、竜之助の上司である。足が速いという理由で定町廻りに抜擢された。「史上最速の同心」という異名をとるために日々の努力を欠かさない。
大滝治三郎（おおたき じさぶろう）
定町廻り同心の一人で、竜之助の上司である。気が短いことから「とどんの大滝」との異名がついているが、本当は優しい性格で、本人も「仏の大滝」と呼ばれるように努力を続けている。
高田九右衛門（たかだ きゅうえもん）
与力の一人。同心達の手柄や性癖、はたまた自宅の様子までを記した、通称「高田の閻魔帳」をいつも持ち歩いている。一時、歴代の同心の家柄に福川家がないことを訝しみ、竜之助にしつこく聞いてきたこともあるが、その後は何かと竜之助を贔屓にしている。また自分のことを味見方与力と称し、江戸中の料理屋の番付も作っているが、料理屋の方も高田の味覚には一目置いている。血や争い事が苦手なようで、事件に遭遇した時や捜査に出る時、普段は全く崩さない表情を崩すほど動揺する。34になる娘がおり、竜之助に婿に来て欲しいと思っている。
文治（ぶんじ）
岡っ引き。実家の家業は寿司屋で、本人も手伝っている。最初は矢崎と共に捜査に当たっていたが、この頃は竜之助と組むことが多い。
お佐紀（おさき）
瓦版屋。面白い記事を書くためならどんな危険でも冒す。
雲海和尚（うんかいおしょう）
大海寺の和尚で、竜之助の座禅を見守る。竜之助に対し活を入れる際、なぜか警策を使わず、竹刀を使う。女に目がなく、出家した理由も「好きになった女性から三人連続で振られたから」。信仰上の悩みも尽きず、一時期キリスト教に心を奪われていたことを反省し、修行の旅に出ていたことも。その時に知り合ったのか、横浜にいる外国人とも面識がある。
狆海（ちんかい）
雲海和尚の小坊主で、竜之助の座禅の師匠でもある。現在八歳。
お寅（おとら）
元は凄腕のスリ。最盛期には寿司からわさびだけをスり取るほどの腕といわれ、「さび抜きのお寅」の二つ名を持っていた。
実は竜之助の母親。本名は菊姫といい、松平家の娘だった。千代田の城の中がどうなっているのかが気になり、下女として上がることになっていた女性の替え玉となり入ったが、その際、斉匡に見初められ、竜之助を出産する。その後実家から絶縁された上に田安家から追い出され金もなく、屋台から寿司を奪い追いかけられたところを、当時伝説のスリと呼ばれていた夕暮れ銀二に助けられ、彼の弟子になった。
同心となった竜之助と何度も顔を合わせていたが、本人も竜之助も自分たちが親子関係であることを全く気づいていなかった。竜之助と柳生全九郎との三度目の対戦の時に彼らの会話をたまたま聞いてしまったため、竜之助が自分の息子であることを認識しているが、現在の自分の境遇を気にして未だに明かしていない。
ある事件がきっかけで、自分の友人の息子である新太を引き取ってから、次々と子供達を引き取る羽目になっている（現在5人）。しかし本人は幼かった竜之助を田安家に置いてきた罰が当たったのだと、諦めている。しかし一人では手に余るので、一緒に子育てを手伝ってくれる人を募集している。
柳生清四郎（やぎゅう せいしろう）
竜之助の剣の師匠。代々徳川家に風鳴の剣を伝えてきた家系の一人。柳生全九郎に当時の弟子三人を斬殺された後、各地を放浪し、新しい弟子を取ろうとしていたがその道中で何者かに手傷を負い、身体がうまく動かせなくなったが、灸や針治療や湯治をし、どうにか自分の代で風鳴の剣が絶えることを阻止しようとしていたが、風鳴の剣を封印しようとする竜之助と立ち会い敗北、風鳴の剣を封印することを誓った。
柳生全九郎（やぎゅう ぜんくろう）
柳生流からの刺客。道場剣法では負けなしという天才だが、外に出ると恐怖の余り動けなくなるという癖があった。一戦目では支倉とやよいの乱入でろくに戦うことなく終わったが、その後何らかの仕切りがあれば、恐怖がなくなることを発見し、それを使い海岸で練習していた清四郎の弟子三人を斬殺する。二戦目では風鳴の剣を無効化する「人狼の剣」を使い対峙するが、体格差で負け上半身にかけて大きな傷を負い、生死の境をさまようが、流れ着いた佃島に住む老夫婦の必死の介護によって回復した。その後は「津久田亮四郎（つくだ りょうしろう）」という偽名を使い、お寅の家へ手伝いをしに来ていたところ、竜之助と鉢合わせし、三度目の対戦をした。飛燕十手に苦戦するがたまたま振った刀が竜之助にあたり左手を切断という大けがを負わせた。
竜之助の左手を切り落とした後、自分の出生の謎を知るため、各地を放浪していたが、尾張徳川屋敷で父と名乗る男が使う「雷鳴の剣」に敗北、死亡した。
中村半次郎（なかむら はんじろう）
薩摩示現流からの刺客。最強の剣法と言われる薩摩示現流の中でも最強との呼び声が高い。通称「人斬り半次郎」。
西郷吉之助の制止をふりきり、葵新陰流を打破すべく京から下ってきた。しかし竜之助の元を訪ねる時に限って、竜之助が大捕物中だったり、大怪我していたりと対戦の機会には恵まれず、竜之助が大怪我をしたのをきっかけに京へ戻った。その道中、あまり大きな動きを見せてない尾張柳生流にも秘剣が伝わっているのではないかと推察・調査していた中、名古屋で風鳴の剣を使う徳川吉宗が雷鳴の剣を使う徳川宗春と剣を持ち対峙していた事が記されている古書を入手した。大捕物に巻き込まれた際、竜之助と共闘したこともある。

## 竜之助が戦ってきた流派・藩
- 肥前細川藩
- 柳生流
- 肥前新陰流[1]
- 新当流
- 北辰一刀流
- 甲源一刀流

## シリーズ
1. 消えた十手
2. 風鳴の剣
3. 空飛ぶ岩
4. 陽炎の刃
5. 秘剣封印
6. 飛燕十手（読みは「つばくろじって」）
7. 卑怯三刀流
8. 幽霊剣士
9. 弥勒の手
10. 風神雷神
11. 片手斬り
12. 双竜伝説
13. 最後の剣